# Vincenzo Aliberti
Vincenzo Aliberti detto Enzo (Ariano di Puglia, 27 settembre 1922 – 1997) è stato un politico e avvocato italiano.

## Biografia
Nato ad Ariano di Puglia il 27 settembre 1922, conseguì la laurea in giurisprudenza ed esercitò la professione di avvocato ad Ascoli Piceno, dove fu anche presidente dell'ordine professionale e dell'Unione regionale degli ordini forensi delle Marche. Per nomina ministeriale divenne commissario, e in seguito presidente, dell'Istituto statale d'arte di Ascoli.
Fu attivo politicamente nelle file dei monarchici, prima di passare poi alla Democrazia Cristiana. Venne eletto consigliere provinciale di Ascoli Piceno, e fu consigliere comunale per quattro legislature (1956-1960, 1960-1964, 1964-1966, 1966-1971), ricoprendo anche la carica di assessore nell'ultima giunta presieduta da Serafino Orlini. Dal dicembre 1969 fu sindaco di Ascoli Piceno dopo le dimissioni di Pacifico Saldari per motivi di salute.
Fu per molti anni presidente della Cassa di Risparmio di Ascoli Piceno. Morì nel 1997 all'età di settantacinque anni.